# Diều hen
Diều đen (danh pháp hai phần: Circus cyaneus) là một loài chim trong họ Accipitridae.
Loài này sinh sản ở miền bắc Âu Á. Diều đen di cư đến các khu vực phía nam nhiều hơn vào mùa đông. Quần thể chim Á-Âu di chuyển đến Nam Âu và Nam Á ôn đới, Ở những vùng ôn hòa nhất, như Pháp và Anh.
Diều mái có chiều dài 41–52 cm với sải cánh 97–122 cm. Chúng giống như các loài diều khác trong việc có bộ lông chim trống và chim mái khác biệt. Con trống và con mái cũng khác nhau về cân nặng, với diều trống nặng từ 290 đến 400 g, trung bình 350 g và diều mái nặng từ 390 đến 750 g, trung bình là 530 g.

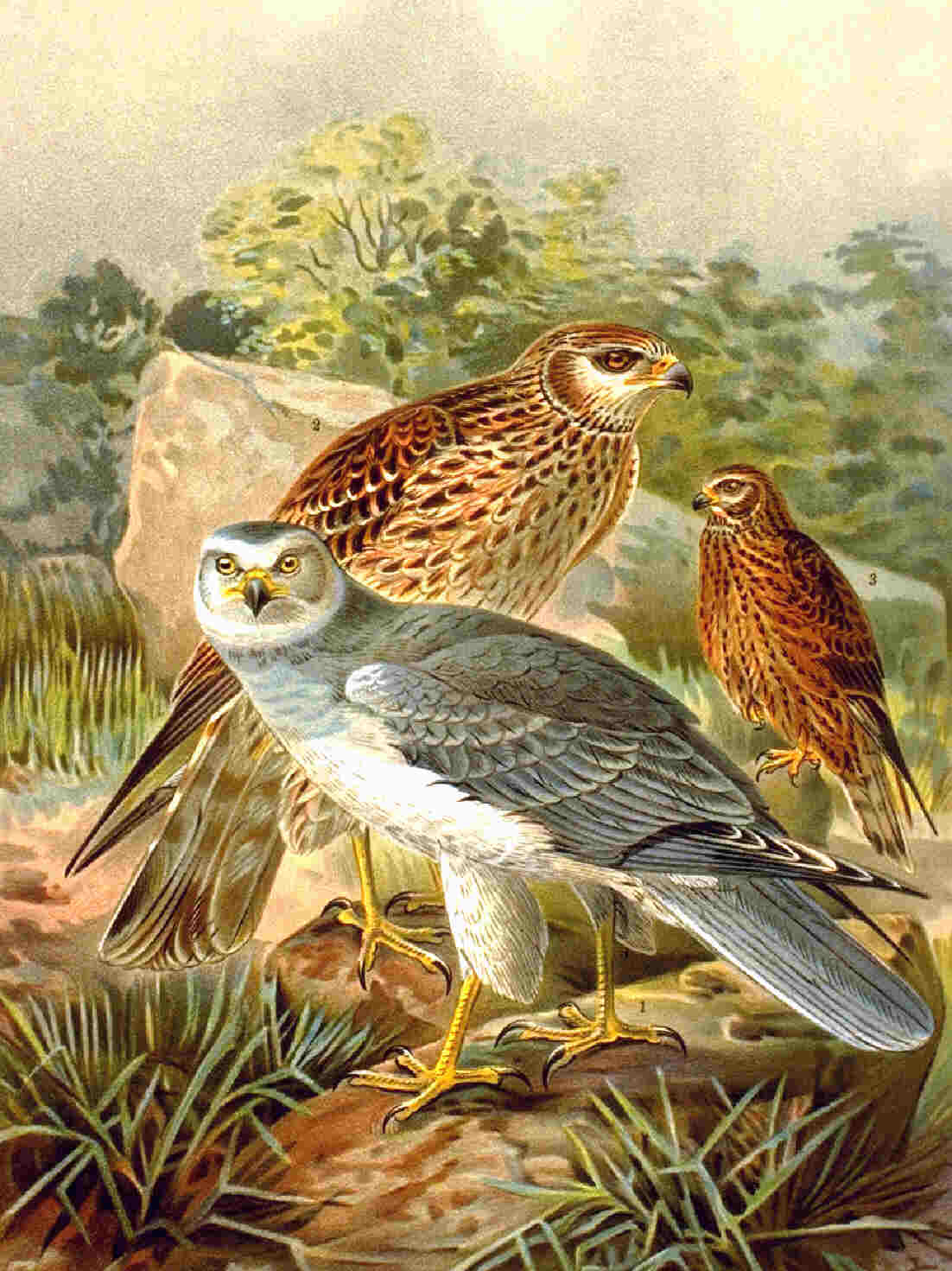
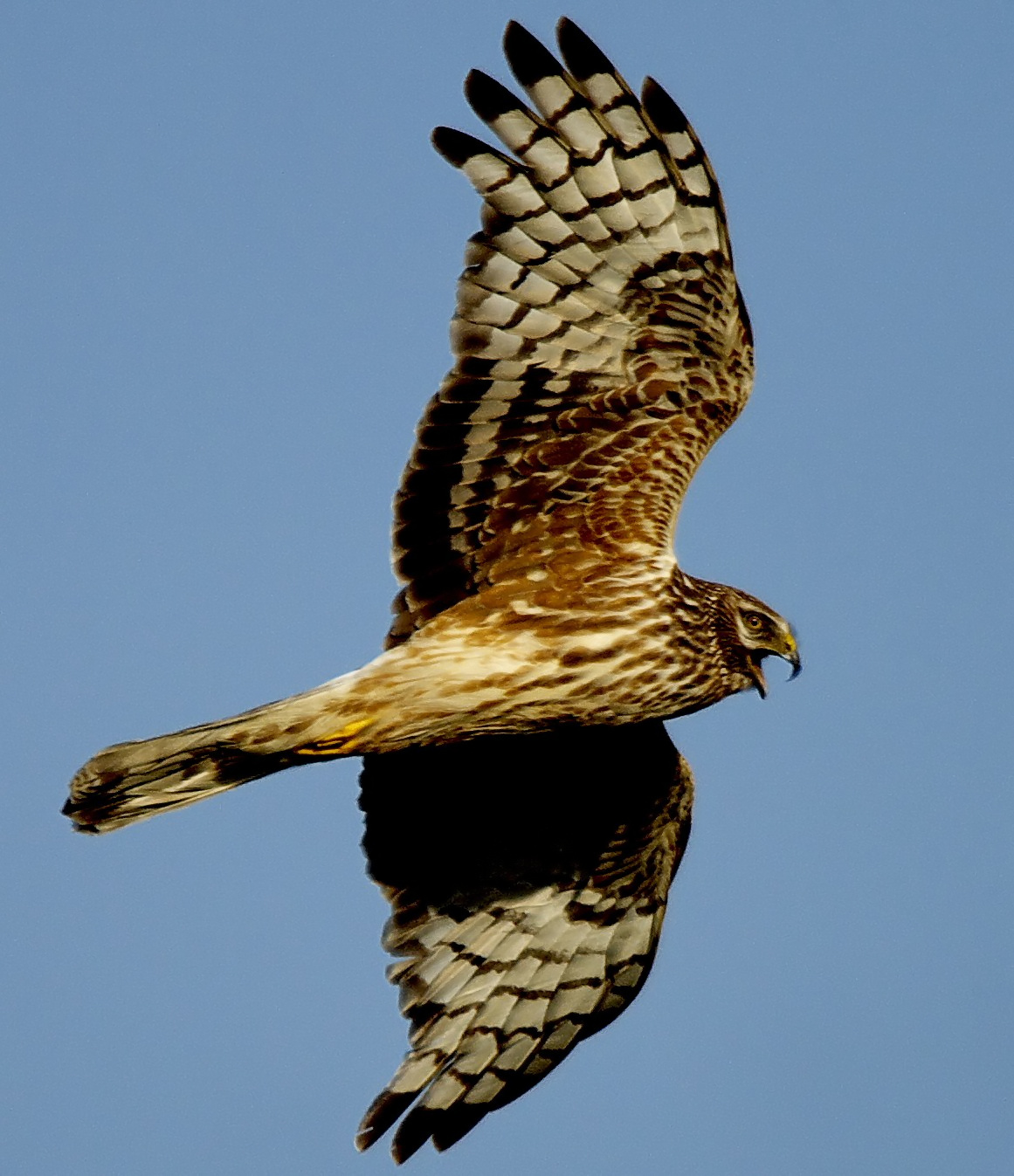
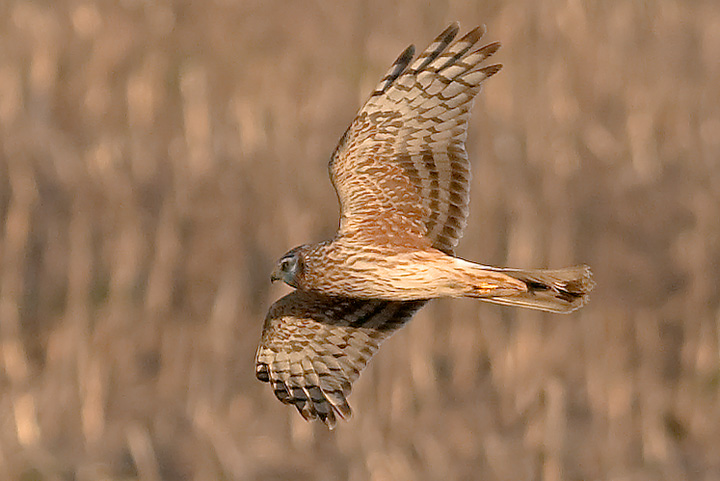
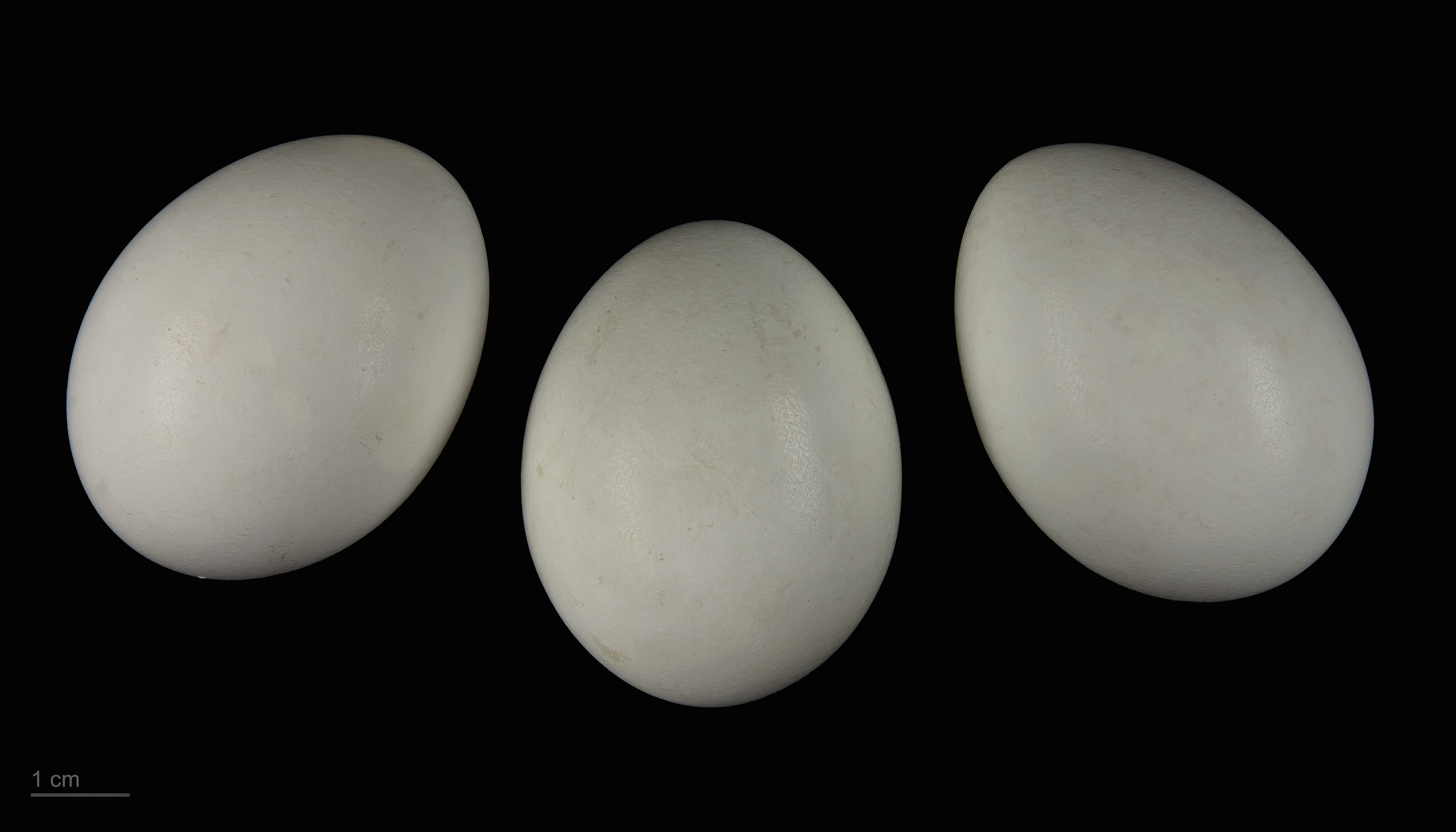
Museum specimen